# Bazincourt-sur-Epte
Bazincourt-sur-Epte är en kommun i departementet Eure i regionen Normandie i norra Frankrike. Kommunen ligger i kantonen Gisors som tillhör arrondissementet Les Andelys. År 2022 hade Bazincourt-sur-Epte 780 invånare.

## Befolkningsutveckling
Antalet invånare i kommunen Bazincourt-sur-Epte
Referens:INSEE